# Hamburg, Illinois
Hamburg là một làng thuộc quận Calhoun, tiểu bang Illinois, Hoa Kỳ. Năm 2010, dân số của làng này là 128 người.

## Dân số
Dân số qua các năm:
- Năm 2000: 126 người.
- Năm 2010: 128 người.